# هیروکو اوتسومی
هیروکو اوتسومی (انگلیسی: Hiroko Utsumi؛ زادهٔ) Director، پویانما اهل ژاپن است.